# Мелампод
Мелампод или Меламп в древногръцката митология е син на царя на Йолк Амитаон и Идомена (или на Амитаон и Аглая), брат на Биант.
Той е най-старият гадател и първият лечител с помощта на билки. Веднъж докато спял, две змии облизали ушите му и когато се събудил започнал да разбира езика на животните, особено на птиците. От тях научил много неща и способността да предсказва. Излекувал дъщерите на Прет (Пройт, „пройтидите“) от безумието, в което изпаднали поради отказа си да участват в Дионисиевите тайнства. Като награда получава част от царството на баща им.